# Падерно Понкиели
Падѐрно Понкиѐли (на италиански: Paderno Ponchielli, на местен диалект: Padernu, Падерну) е село и община в Северна Италия, провинция Кремона, регион Ломбардия. Разположено е на 58 m надморска височина. Населението на общината е 1431 души (към 2017 г.).